# 13-й уланський полк (Австро-Угорщина)

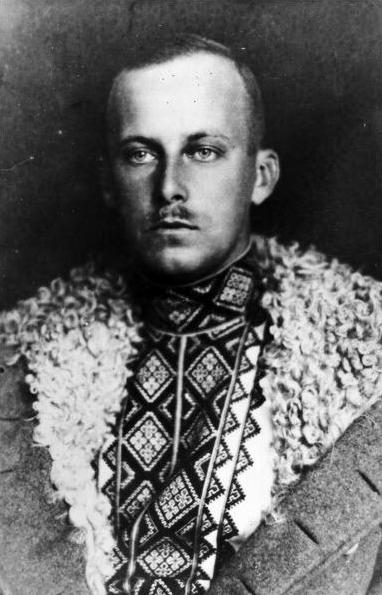
Василь Вишиваний

13-й уланський полк — полк цісарсько-королівської кавалерії Австро-Угорщини.
Повна назва: K.u.k. Galizisches Ulanen-Regiment «von Böhm-Ermolli» Nr. 13
Почесний шеф (станом на 1914 рік) — австрійський фельдмаршал Едуард фон Бем-Ермолі.

## Історія полку
Дата заснування — 17 січня 1860 рік. Перша назва — 13-й полк уланів.
- з 1898 до 1909 мав назву того ж патрона, що й «Галицький полк уланів графа Паара № 12», тобто графа Паара.
- В 1915 році одним з офіцерів полку став архикнязь Вільгельм Габсбурґ (Василь Вишиваний).

## Особовий склад полку
Національний склад (1914 рік) — 55 % українців, 42 % поляків та 3 % інших.
Мова полку (1914) — українська і польська.
Набір рекрутів (1914 рік) — у місті Львів.

## Дислокація полку
- 1860 Штоккерау
- 1862 Енс
- 1864 Клагенфурт, потім Удіне
- 1865-66 Верона
- 1866 Тернопіль
- 1869 Городок
- 1874 Ланцут
- 1879 Простейов
- 1883 Годонін
- 1886 Львів
- 1888 Золочів

- 1914: Штаб і ІІ-ий дивізіон у Золочеві, а І-ий дивізіон — у Зборові.
- 1914 рік — ХІ армійський корпус, 8 кавалерійська дивізія, 15 Бригада кавалерії[2].

## Командири полку
- 1865: Людвіг Пульц[3]
- 1879: Зігмунд Ґнєвош фон Олексов[4]